# فرمانروایان کاتولیک

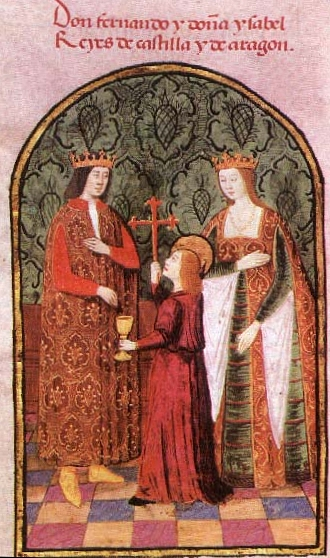
ایزابلای یکم کاستیا و همسرش فرناندوی دوم آراگون ملقب به فرمانروایان کاتولیک

فرمانروایان کاتولیک (به اسپانیایی: Reyes Católicos) که پادشاهان کاتولیک یا اعلیحضرتان کاتولیک نیز نامیده می‌شدند، لقبی بود که به فرناندوی دوم، پادشاه آراگون و ایزابلای یکم کاستیا در دوران حکومتشان داده شده بود. فردیناند از پادشاهی آراگون و ایزابلا از پادشاهی کاستیا در ۱۴۶۹ و به‌منظور اتحاد دو پادشاهی با یکدیگر ازدواج کردند. با این حال آنان در صدد تشکیل اسپانیای واحد بودند و این امر با فتح پادشاهی مسلمان‌نشین گرانادا در ۱۴۹۲ محقق شد. بدین ترتیب فرناندو و ایزابلا، نخستین فرمانروایان اسپانیا شمرده می‌شوند.
علی‌رغم آنکه فرناندو و ایزابلا، پیشتر نیز با لقب کاتولیک نامیده می‌شدند اما این لقب به‌طور رسمی در ۱۴۹۴ و به پاس موفقیت آنان در بازپس‌گیری گرانادا از مسلمانان (۱۴۸۱-۹۲)، اکتشافات کریستف کلمب در دنیای جدید (۱۴۹۲) و تقویت کلیسای کاتولیک روم با تشکیل دادگاه‌های تفتیش عقاید و اجبار یهودیان به یا گرویدن به مسیحیت یا اخراج از اسپانیا، توسط پاپ الکساندر ششم به آنان اعطا شد. پس از آن لقب «فرمانروایان کاتولیک» به‌صورت موروثی درآمد و پس از مرگ ایزابلا و فرناندو، به جانشینان آنان نیز منتقل گردید.